# Lauren Shaw
Jessica Collins est une actrice américaine.

## Filmographie
- 2009 : The Cult
- 2010 : Go Girls
- 2010 : Legend of the Seeker : L'Épée de vérité
- 2010 : Outrageous Fortune
- 2011 : 2020 : Le Jour de glace
- 2011 : Spartacus : Les Dieux de l'arène
- 2011 : The Almighty Johnsons
- 2013 : Zero Dark Thirty
- 2014 : Les Experts : Andrea Bogart
- 2014 : Jane the Virgin
- 2014 : Revenge
- 2014 : Esprits criminels
- 2014 : Castle
- 2015 : Major Crimes
- 2015 : Scorpion
- 2015 : Lucifer